# Tarnobrzeskie Zagłębie Siarkowe
Tarnobrzeskie Zagłębie Siarkowe – obszar występowania złóż siarki rodzimej, znajdujący się na pograniczu województwa świętokrzyskiego i podkarpackiego, głównie w powiecie tarnobrzeskim i staszowskim. Złoża znajdują się w Kotlinie Sandomierskiej. Większość kopalni siarki na terenie zagłębia zaprzestała jej wydobycia.

## Historia

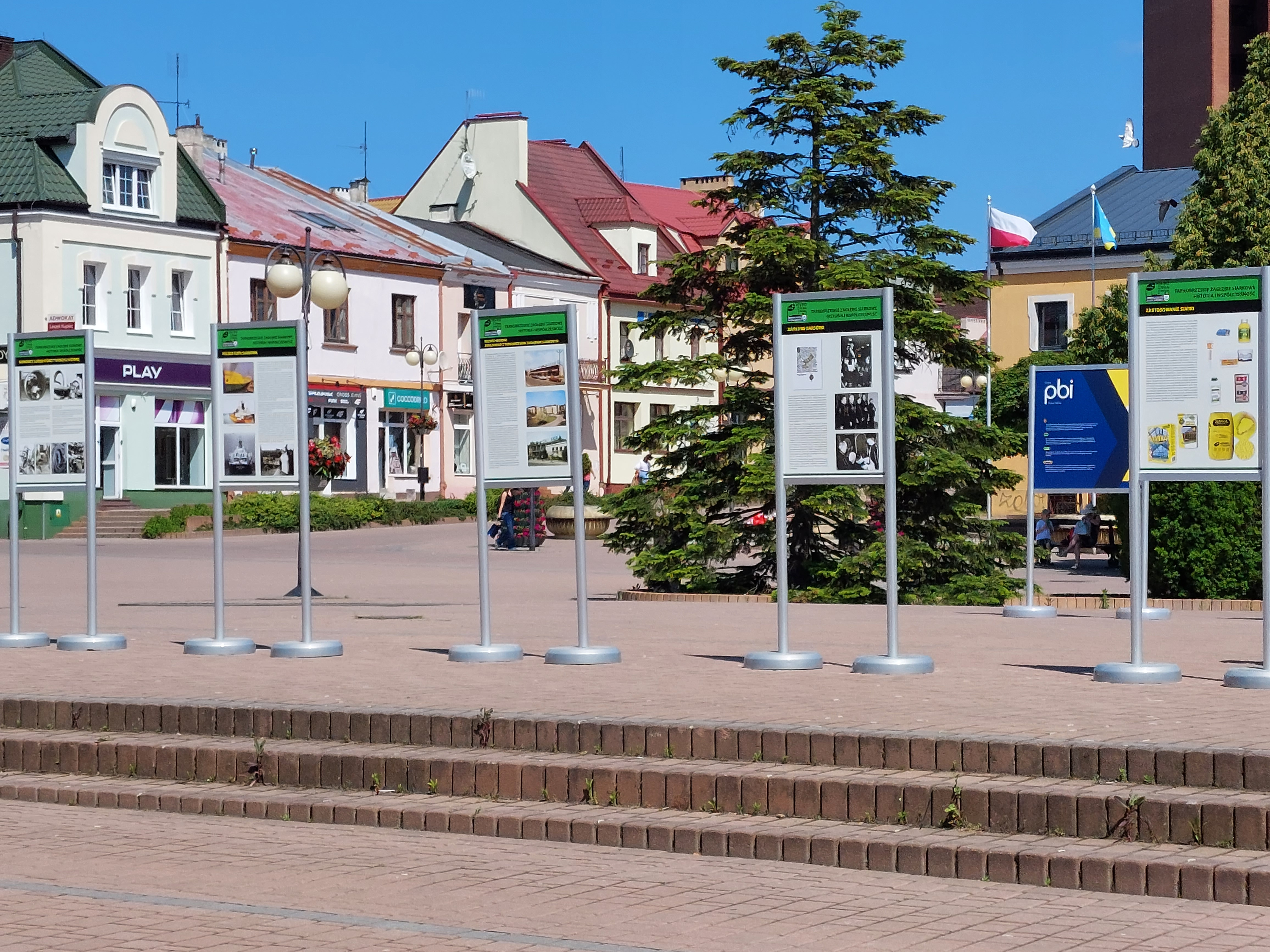
Edukacyjna wystawa plenerowa dotyczącą Tarnobrzeskiego Zagłębia Siarkowego znajdująca się na placu Bartosza Głowackiego w Tarnobrzegu

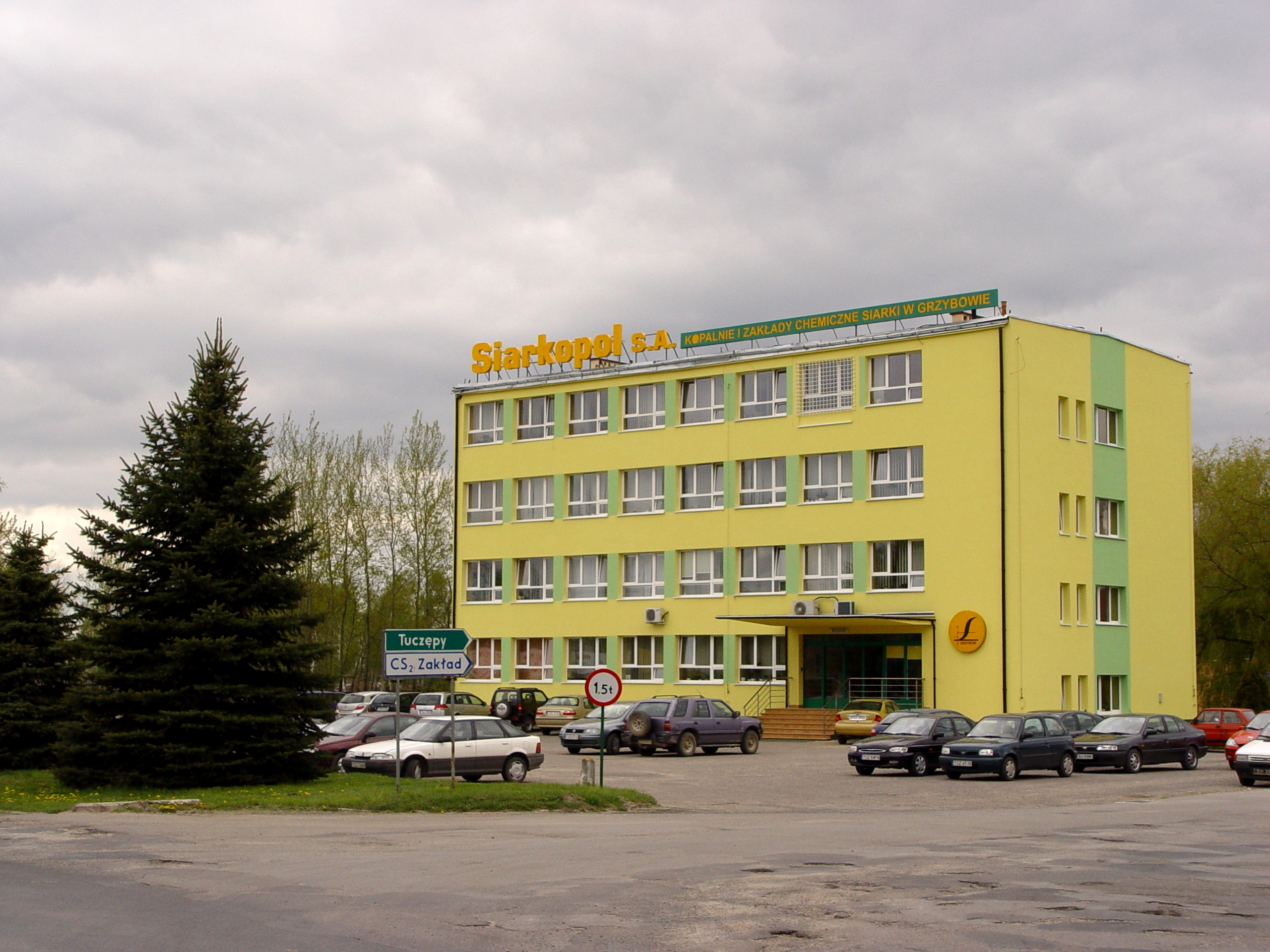
Siedziba Grupy Azoty KZiCHS Siarkopol S.A. w Grzybowie

Złoża siarki rodzimej znajdujące się na terenie Tarnobrzeskiego Zagłębia Siarkowego zostały odkryte w 1953 roku przez Stanisława Pawłowskiego. Zawartość czystej siarki w rudzie na terenie Zagłębia wynosi powyżej 20%. Centrum zagłębia było miasto Tarnobrzeg, na którego terenie znajdowały się zakłady zajmujące się przetwarzaniem wydobytej siarki oraz kopalnia Machów. Eksploatacja złóż odbywała się dwiema metodami: odkrywkową i otworową. Pierwszy otwór poszukiwawczy, w którym natrafiono na siarkę, wykonano w zagłębiu 29 września 1953 roku w Mokrzyszowie. 22 czerwca 1956 roku w Piasecznie rozpoczęła pracę eksperymentalna kopalnia odkrywkowa. Złoża były duże – pod koniec lat 80. XX wieku Polska zajmowała trzecie miejsce na świecie w wydobyciu siarki, pozyskiwanie i przetwarzanie siarki stanowiło ważną, dochodową gałąź polskiego przemysłu. 
W 1972 roku miały miejsce przenosiny koparki K-800 (jej długość to około 75 m, wysokość 31 m, zaś waga to około 1350 ton) znane pod kryptonimem operacja Przerzut II. Koparkę przenoszono z likwidowanej kopalni w Piasecznie do kopalni w Machowie. Operacja była pionierską akcją logistyczną. Transport koparki przez Wisłę odbył się za pomocą mostu, który został wybudowany przez Oddziały Wojsk Komunikacyjnych Ministerstwa Obrony Narodowej. Most został oparty na 1980 drewnianych palach; po przeprowadzeniu akcji został rozebrany, a pale wysadzone. Trasa koparki liczyła 8 kilometrów, a jej pokonanie trwało 14 dni. 
Na terenie Zagłębia funkcjonowały: kopalnia odkrywkowa w Machowie (obecnie część Tarnobrzega; wydobycia zaprzestano w 1992 roku, wyrobisko pokopalniane zostało zapełnione wodą, znajduje się tam Jezioro Tarnobrzeskie), kopalnia otworowa w Jeziórku (wydobycia zaprzestano w 2001 roku), kopalnia otworowa w Grzybowie (wydobycia zaprzestano w 1996 roku) oraz kopalnia odkrywkowa w Piasecznie (wydobycia zaprzestano w 1971 roku, wyrobisko pokopalniane zalano wodą, utworzono sztuczny zbiornik wodny Zbiornik Piaseczno). 
Na terenie Tarnobrzeskiego Zagłębia Siarkowego siarkę wydobywa wyłącznie kopalnia otworowa w Osieku. Oprócz tego zajmujące się przetwórstwem siarki zakłady Siarkopol działają w Grzybowie i w Tarnobrzegu. 
Z terenów kopalni odkrywkowych w Machowie i Piasecznie wydobyto ok. 82 miliony ton rudy siarkowej, z czego uzyskano ok. 15 milionów ton siarki rafinowanej. Wydobycia w kopalniach zaprzestano z powodu gwałtownego spadku cen siarki, na co wpływ miał rozwój tańszej metody pozyskiwania siarki polegającej na pozyskiwaniu jej z zasiarczonych złóż ropy naftowej i gazu ziemnego. Część siarki znajdującej się w zagłębiu nie została wydobyta (m.in. siarka znajdująca się w pobliżu Baranowa Sandomierskiego, nie wydobywano jej z powodu znajdującego się niedaleko zamku). 

Z ziemi wydobytej w kopalni w Machowie powstała tzw. Zwałka Dąbrowicka. Na terenie Jeziórka zlikwidowano ponad pięć tysięcy otworów eksploatacyjnych; część terenu została zalesiona.

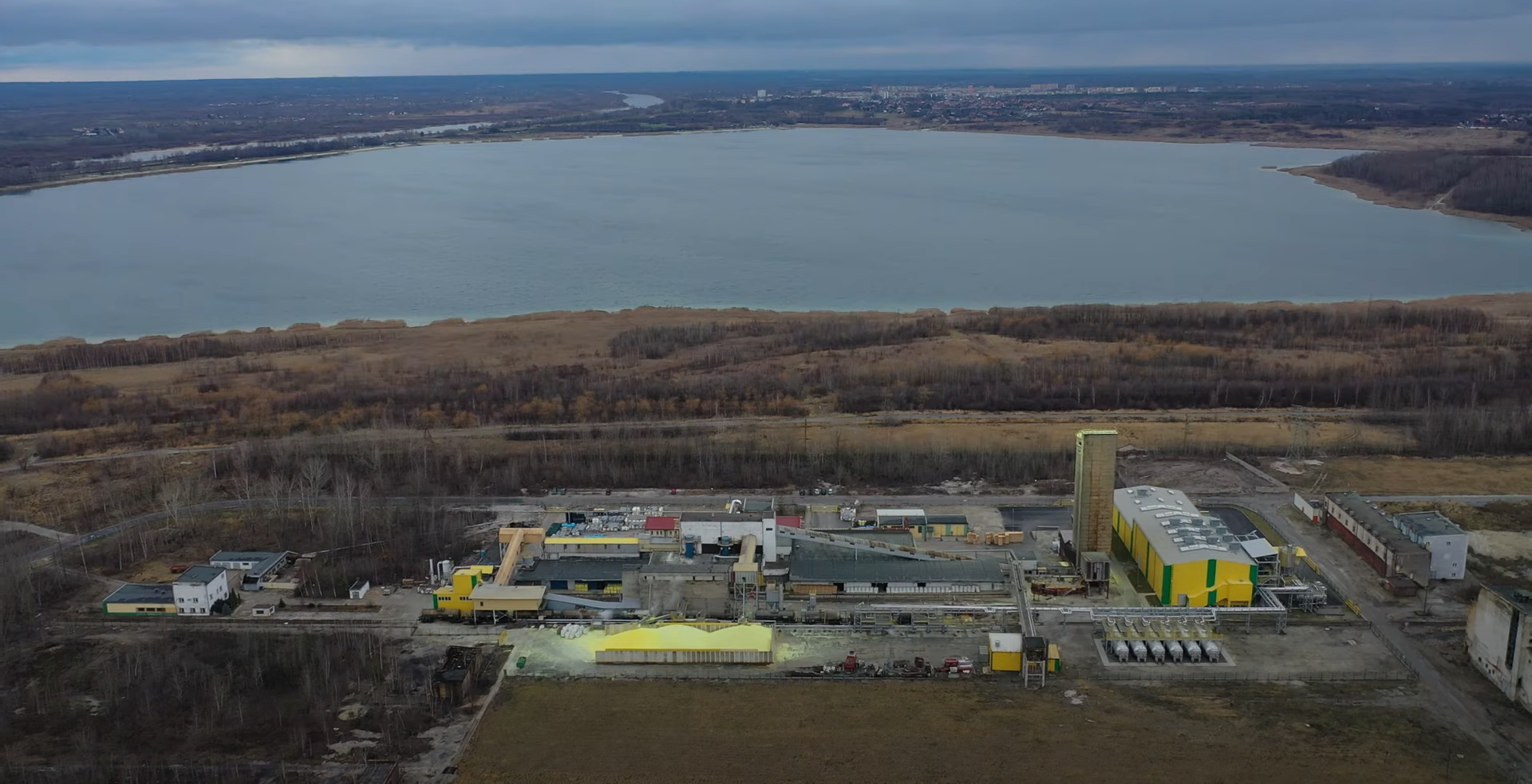
Jezioro Tarobrzeskie
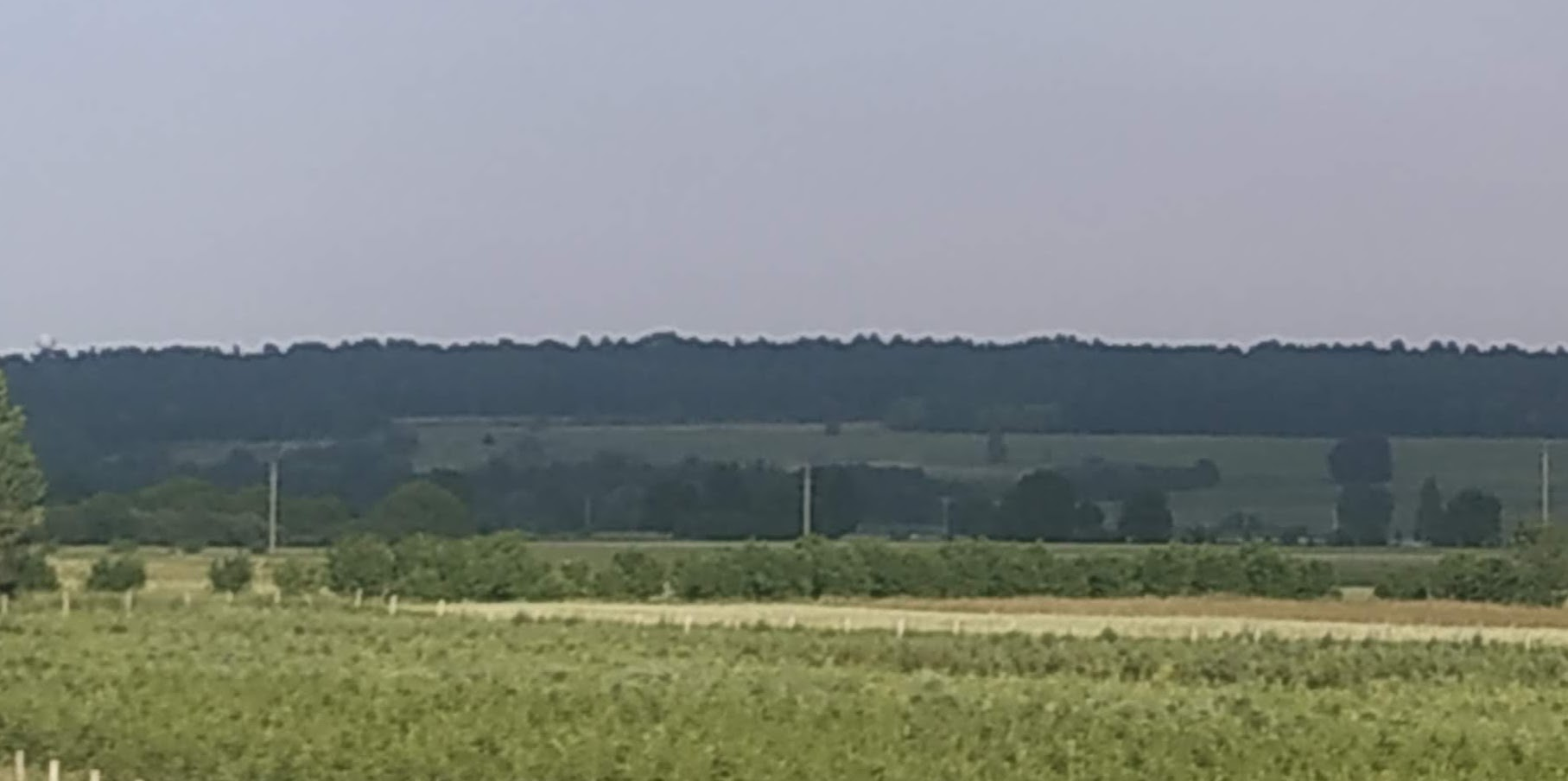
Zwałka Dąbrowicka
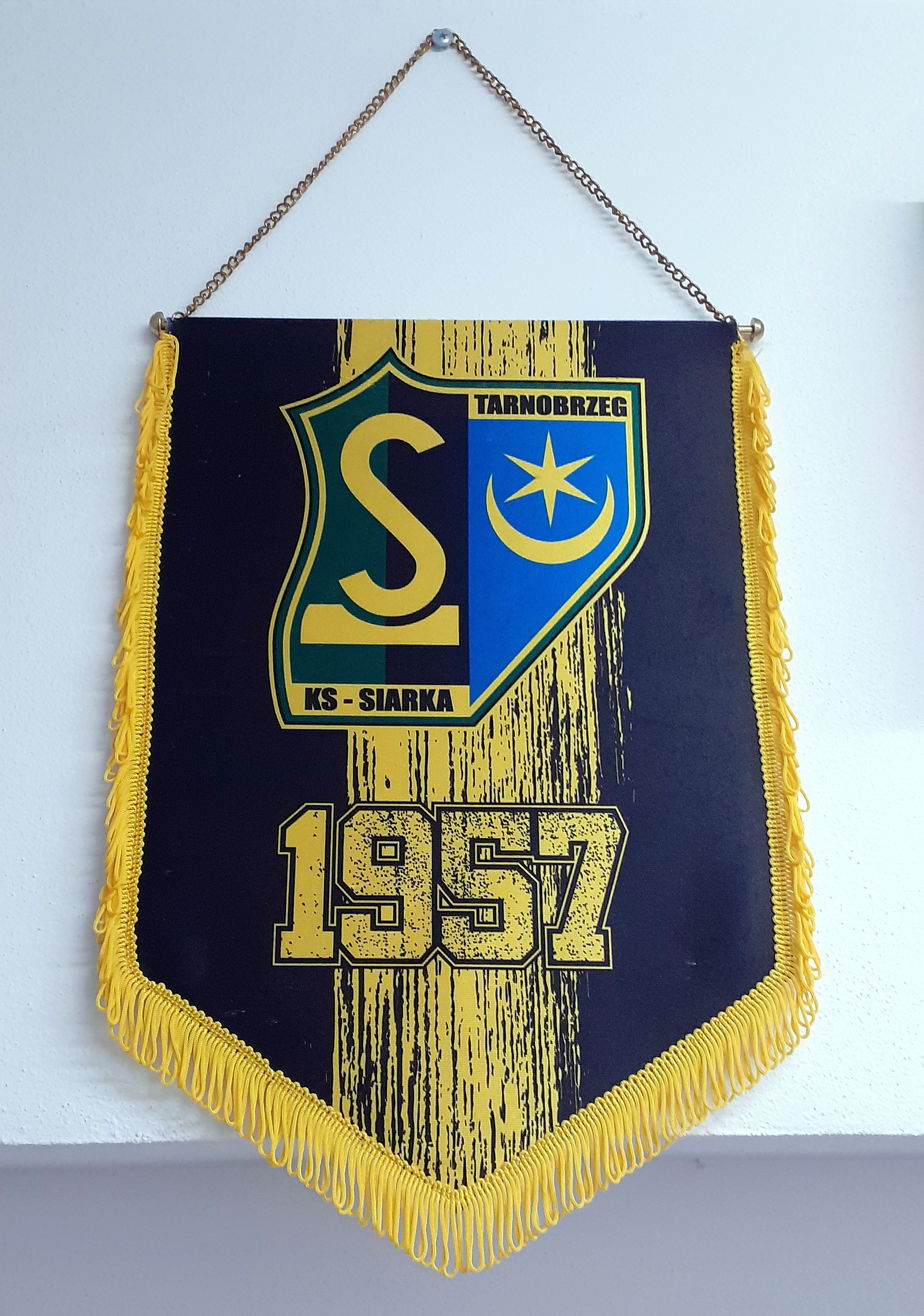
Proporczyk Siarki Tarnobrzeg nawiązującej do siarkowego dziedzictwa miasta
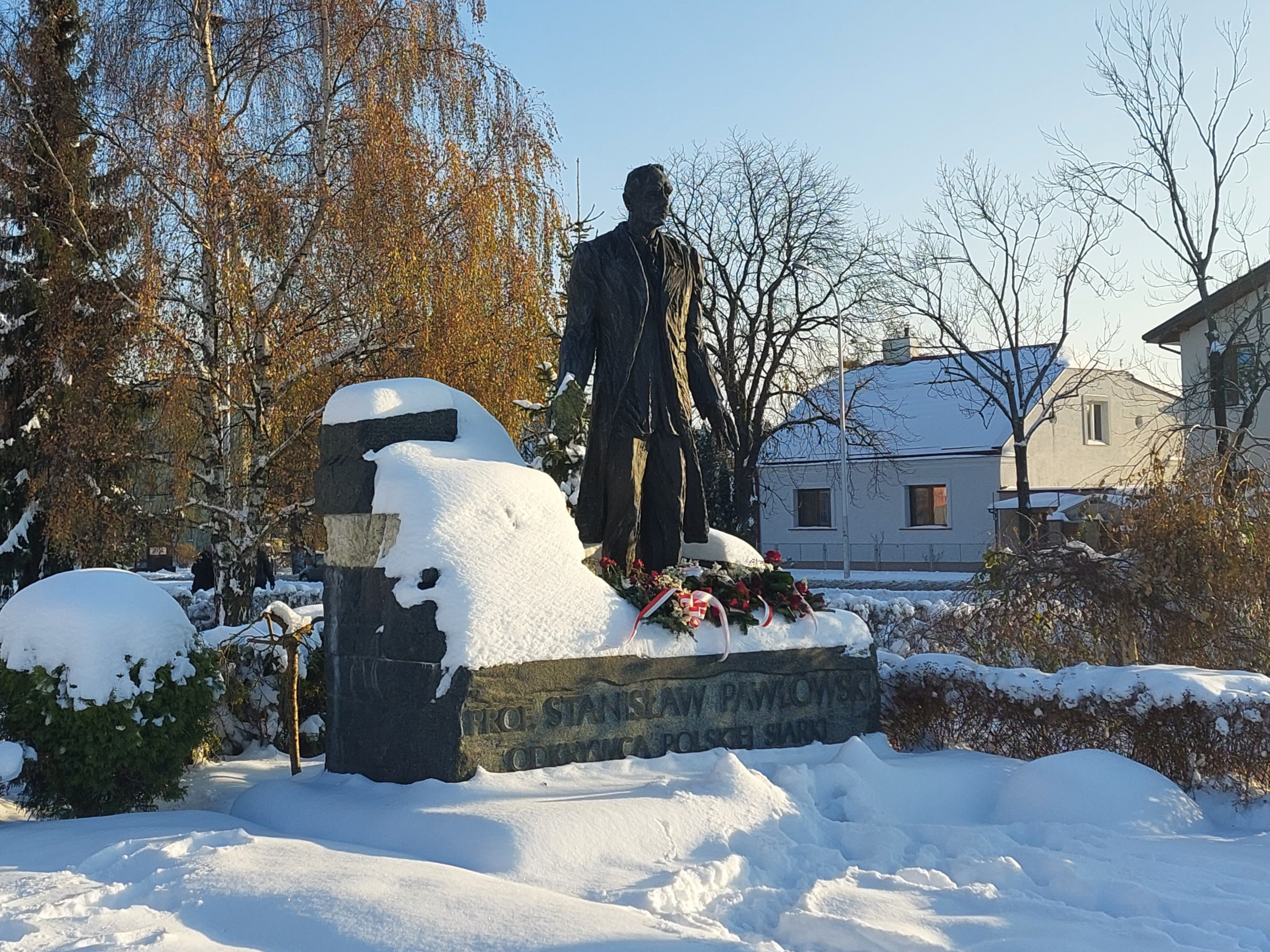
Pomnik Stanisława Pawłowskiego w Tarnobrzegu

## Tradycje górnicze
Rozwój wydobycia złóż siarki rodzimej w pobliżu Tarnobrzega wiązał się z popularyzacją Barbórki. Pierwsza górnicza Barbórka odbyła się w Tarnobrzegu 4 grudnia 1954 roku. W następnych latach ceremoniał barbórkowy został poszerzony o nowe elementy. Do tradycji barbórkowych należały m.in. górnicze pochody, marsz orkiestry górniczej i górników w strojach galowych oraz karczmy piwne. W 1977 roku w Tarnobrzegu odbyła się pierwsza Barbórkowa Drama Teatralna. Pomimo zaprzestania wydobycia w większości kopalni znajdujących się w Tarnobrzeskim Zagłębiu Siarkowym Barbórka jest cały czas obchodzona w rejonie zagłębia (szczególnie w Tarnobrzegu).

## Upamiętnienie
W spichlerzu w Tarnobrzegu znajduje się Muzeum Polskiego Przemysłu Siarkowego upamiętniające historię Tarnobrzeskiego Zagłębia Siarkowego i polskiego przemysłu siarkowego. Muzeum jest oddziałem Muzeum Historycznego Miasta Tarnobrzega. Do 1995 roku muzeum Zagłębia Siarkowego funkcjonowało na zamku w Baranowie Sandomierskim.
W Mokrzyszowie znajduje się głaz upamiętniającą miejsce pierwszego odwiertu siarki. W Jeziórku zlokalizowany jest pomnik kopalni siarki.